# کوتسترتیله
کوتسترتل (به هلندی: Kootstertille) یک منطقهٔ مسکونی در هلند است که در آخت‌کارسپیلن واقع شده‌است. کوتسترتل ۲٬۵۰۳ نفر جمعیت دارد.